# قرآن کریم (ترجمه موسوی گرمارودی)
قرآن کریم با ترجمهٔ سیدعلی موسوی گرمارودی یکی از ترجمه‌های فارسی قرآن است که در سال ۱۳۸۹ منتشر و در مراسم کتاب سال جمهوری اسلامی ایران به‌عنوان کتاب برگزیده معرفی شد.